# Miguel Serrano
Miguel de Jesus Albardeiro Serrano (Moura, 17 de Maio de 1922 - Lisboa, 24 de Julho de 1996) foi um jornalista e escritor português.

## Biografia
Completou o Curso Geral dos Liceus em Moura. Iniciou-se no jornalismo como cronista do "Diário do Alentejo" e do "Jornal de Moura". Em 1952, fundou, com José Maria Varregoso e Joaquim Costa, o jornal "A Planície", projecto a que se juntariam depois os jornalistas Afonso Cautela, Domingos Janeiro e Jacquelino Telo. No suplemento cultural de “A Planície”, o Ângulo das Artes e das Letras, colaboraram jovens e consagrados escritores como António Ramos Rosa, Carlos Porto, Serafim Ferreira, Cristovam Pavia, Ernesto Sampaio, Domingos Janeiro, Fernando Vieira, Alberto de Lacerda, Irene Lisboa, Maria Rosa Colaço, Jorge de Sena, Casimiro de Brito ou José Rodrigues Miguéis.
Em 1957, já em Lisboa, trabalhou no "Diário Ilustrado", de que foi depois delegado no Porto. Aqui, com Maria Virgínia Aguiar e Orlando Neves, fundou a revista "A Cidade". Em 1959 publicou, na Editora Orion o livro de contos para jovens “O Sinal”, que teve uma segunda edição nas Publicações Imbondeiro, de Sá da Bandeira, Angola, dirigidas pelo escritor Garibaldino de Andrade.
Regressa a Lisboa em 1961 e ingressa nos quadros do jornal "República", do qual foi, nos últimos cinco anos, chefe de redacção e onde se manteve até finais de 1974. Foi sub-chefe de redacção do “Diário de Notícias”, director da revista “Vida Rural” e redactor de “O Comércio do Porto”.
Em 1976 foi um dos fundadores do matutino "O Diário", tendo sido chefe de redacção e coordenador do respectivo Suplemento Cultural. Em 1990 reformou-se e voltou ao Alentejo, onde foi director-adjunto do "Diário do Alentejo".
Tem colaboração nas revistas "Ocidente”, “Vértice”, “Seara Nova” e “Vida Mundial”, bem como nas páginas literárias dos jornais “O Comércio do Porto”, “Jornal do Fundão”, “Notícias da Amadora”, “Jornal de Notícias” e “Diário de Lisboa”.
Publicou os livros “Crónicas do Meu Caminho” (1953), “O Sinal” (1959), “Noite Destruída e Procissão”, “Escada Rolante” e “Praia da Memória”. Textos seus estão publicados em inglês, checo e galego. Em 1994, juntamente com Domingos Janeiro, Correia da Fonseca e Armando Rodrigues, funda e dirige em Algés o quinzenário regional e cultural “ABC”. 